# Urs Esposito

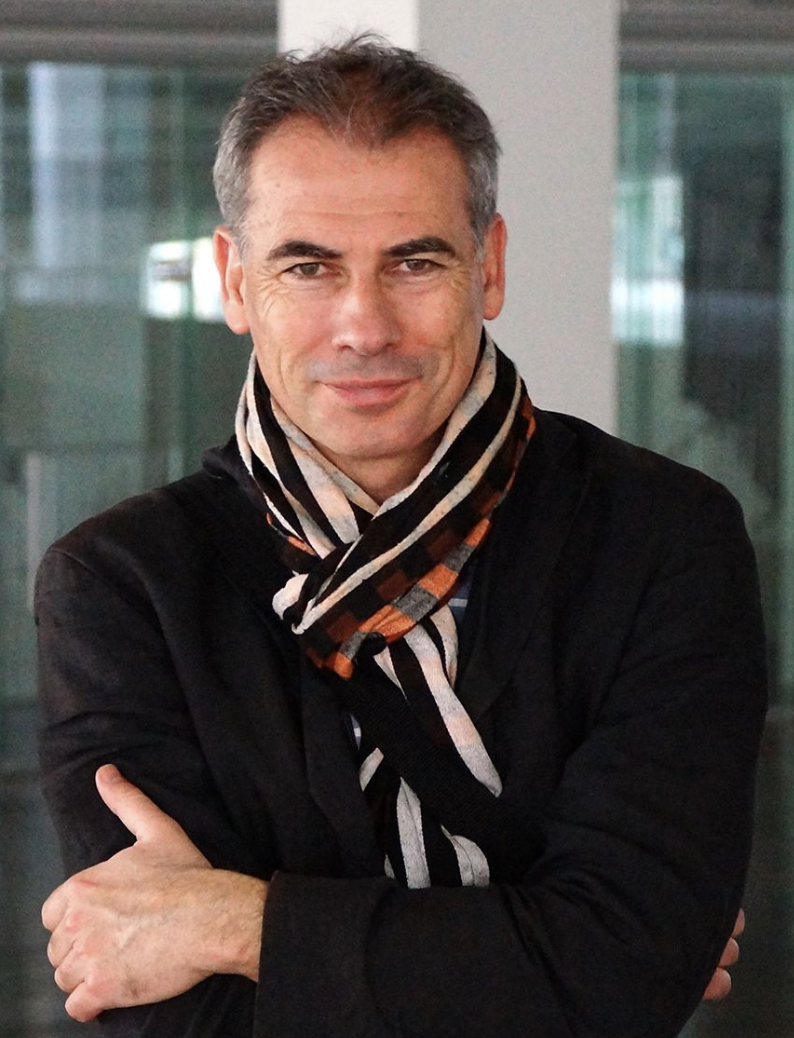
Urs Esposito (2016)

Urs Esposito (* 15. Juli 1960) ist ein Schweizer Architekt und ehemaliger Politiker. Aktuell (Stand 2023) arbeitet er in seiner eigenen Firma, Urs Esposito Architekten. Zuvor designte er unter anderem für die Möbelfirma Horgenglarus einen Stapelstuhl. Der Industrial Designer ist zudem Gründer des Kompetenzzentrum für Architektur und digitale Medien. Espositos Lehrmeister war der Architekt Antonio Citterio.
Von Juli 2022 bis Januar 2023 war Urs Esposito parteiloses Mitglied des Gemeinderats der Gemeinde Küsnacht im Kanton Zürich.

## Leben

### Berufliche Tätigkeit
Urs Esposito machte seine Matura 1980 am Realgymnasium Rämibühl. Danach studierte er Architektur an der ETH Zürich. 1990 machte er den Master in Industrial Design beim italienischen Architekten Antonio Citterio. Ein Jahr später gründete er sein eigenes Büro für Architektur, Design und CAD. Im Jahr 2000 gründete er das Architekturforum. Im Jahre 2012 wurde Esposito Dozent an der Zürcher Hochschule für Angewandte Wissenschaften. Esposito hat sich über die Jahre neben dem Design auf Umbauten historischer Gebäude in und um Zürich spezialisiert. Esposito präsentierte im Jahr 2017 zusammen mit der unabhängigen Planungsgruppe Hecht eine Vision zur Umgestaltung der Region Zürichsee. Unter anderem soll diese Neuausrichtung einen U-Bahn-Ring um den ganzen See beinhalten.

### Politische Laufbahn
Im Februar 2022 gab Esposito bekannt, dass für das Amt des Gemeindepräsidenten der Zürcher Gemeinde Küsnacht kandidieren wird. Esposito kritisierte insbesondere die FDP Küsnacht. Er warf ihr ein Demokratiedefizit vor. Der Architekt ist parteilos und sagt, dass die Kandidatur ein „eigenmächtiges Vorgehen“ sei.
Am 15. Mai 2022 wurde Esposito in den Gemeinderat der Gemeinde Küsnacht gewählt. Er ist das einzige parteilose Mitglied des 7-köpfigen Gremiums. Seine Kandidatur als Gemeindepräsident hingegen war nicht erfolgreich. Esposito erhielt bei der Konstituierung des neu zusammengesetzten Gremiums die Zuständigkeit für das Ressort Tiefbau und Sicherheit.
Im Dezember 2022 reichte Urs Esposito bereits wieder sein Rücktrittsgesuch beim Bezirksrat Meilen ein. Als Grund gab er zum einen seine Gesundheit an. Zudem soll eine Aussprache zwischen Gemeindepräsident Markus Ernst und ihm ein schon lange angespanntes Verhältnis endgültig zerrissen haben. Zum restlichen Gemeinderat und seinem Ressort habe er ein gutes Verhältnis gehabt, betonte er. Im Januar 2023 wurde bekannt, dass der Bezirksrat das Gesuch auf sofortige Entlassung bewilligt hat. Esposito war nur 6 Monate Gemeinderat in der Goldküsten-Gemeinde.

### Privat
Esposito ist seit dem Jahr 2000 verheiratet und Vater von zwei Söhnen. Die Schweizer Komikerin Regula Esposito, die unter dem Künstlernamen Helga Schneider auftritt, ist seine Schwester.